# Auronne (ruisseau)
Le ruisseau d'Auronne est un cours d'eau du département du Lot, en région Occitanie, et un affluent gauche du Lot donc un sous-affluent de la Garonne.

## Géographie
De 4,5 km de longueur, l'Auronne coule globalement du sud vers le nord.
L'Auronne prend source au sud du village de Flottes, sur la commune de Trespoux-Rassiels, à 160 m d'altitude, et s'appelle ruisseau de Flottes dans cette partie haute.
L'Auronne conflue en rive gauche du Lot - donc au sud de celui-ci - sur la commune de Douelle, à 113 m d'altitude.

### Communes traversées
Dans le seul département du Lot, l'Auronne traverse quatre communes :
- dans le sens amont vers aval : Trespoux-Rassiels, Saint-Vincent-Rive-d'Olt, Pradines, Douelle (confluence).

Soit en termes de cantons, l'Auronne prend source dans le canton de Cahors-Sud, traverse le canton de Cahors-Nord-Ouest et conflue dans le canton de Luzech, le tout dans l'arrondissement de Cahors.

### Bassin versant
L'Auronne traverse une seule zone hydrographique 'Le lot du confluent du Laroque au confluent du Rouby (inclus)' (O843) de 9 326 km2 de superficie.

## Affluent
L'Auronne n'a pas d'affluent référencé. Le rang de Strahler est donc de un.